# Biserica Manea Brutaru
Biserica Manea Brutaru este un monument istoric aflat pe teritoriul municipiului București. În Repertoriul Arheologic Național, monumentul apare cu codul 179132.78.
Biserica Manea Brutaru din București a fost ctitorită la sfârșitul secolului al XVIII-lea de către Manea Brutaru, starostele brutarilor din capitala Țării Românești. Are hramurile Sfântul Ierarh Nicolae, Sf. Mare Mucenic Gheorghe și Nașterea Maicii Domnului. Biserica este de dimensiuni reduse (26,25 m x 10 m) și este compusă dintr-un pridvor închis, un pronaos supralărgit și un naos trilobat (cu două abside laterale și absida altarului), respectându-se tipul de biserică din secolul al XVIII-lea din Țara Românească. Pridvorul mai scund și partea din față a pronaosului peste care se află cafasul, s-au adăugat cu ocazia reparației din 1858. Acoperirea interiorului este făcută cu o boltă semicilindrică peste pronaos și cu o turlă pe plan pătrat așezată peste naos. Pictura interioară actuală, realizată în ulei, cuprinde pe pereți un panotaj cu icoane de sfinți, la bolți folosindu-se motivul de "cer înstelat". Fațadele păstrează concepția plastică arhitecturală, specifică secolului XVIII, în care se mai regăsesc unele influențe brâncovenești.

## Galerie

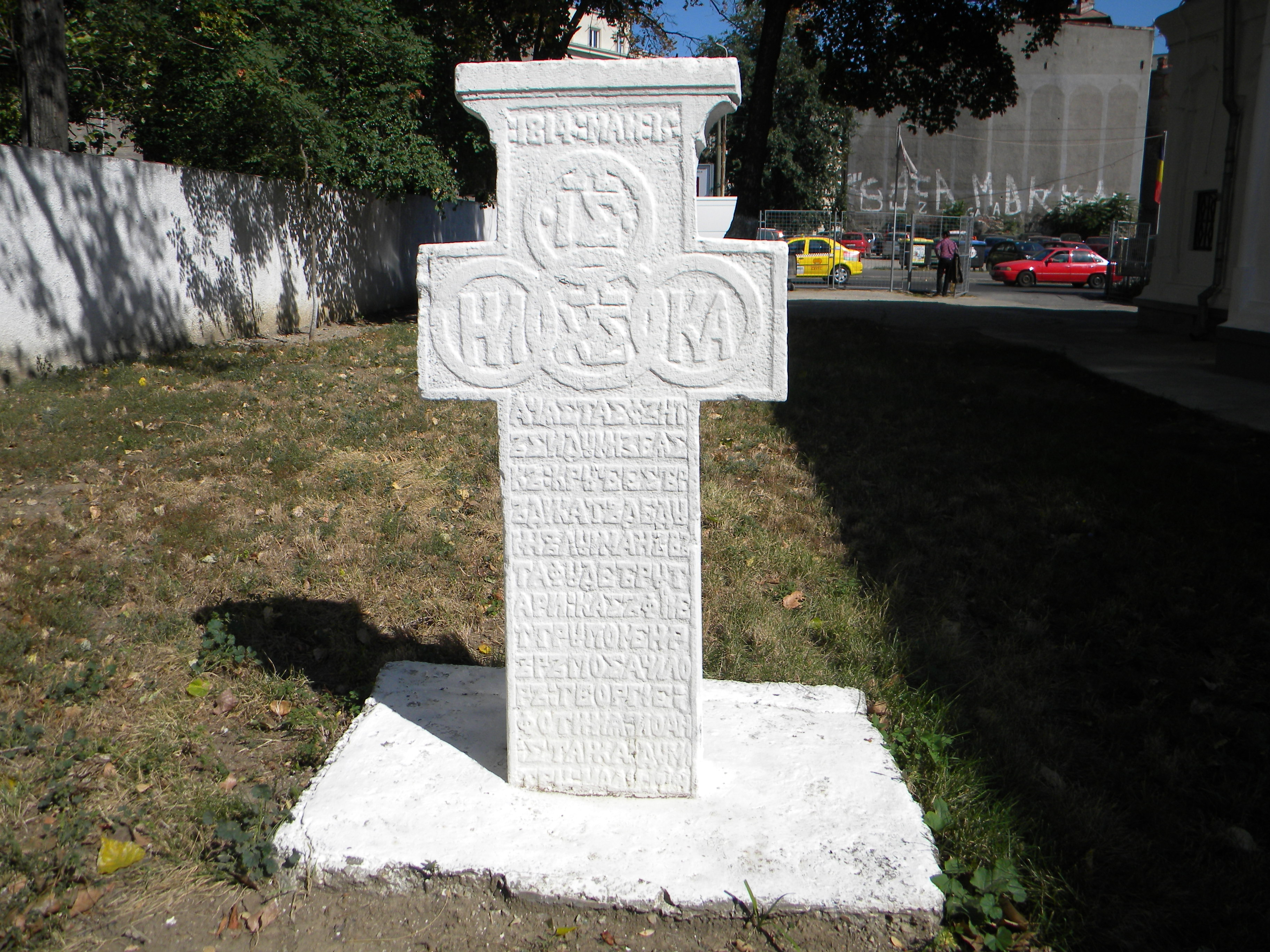
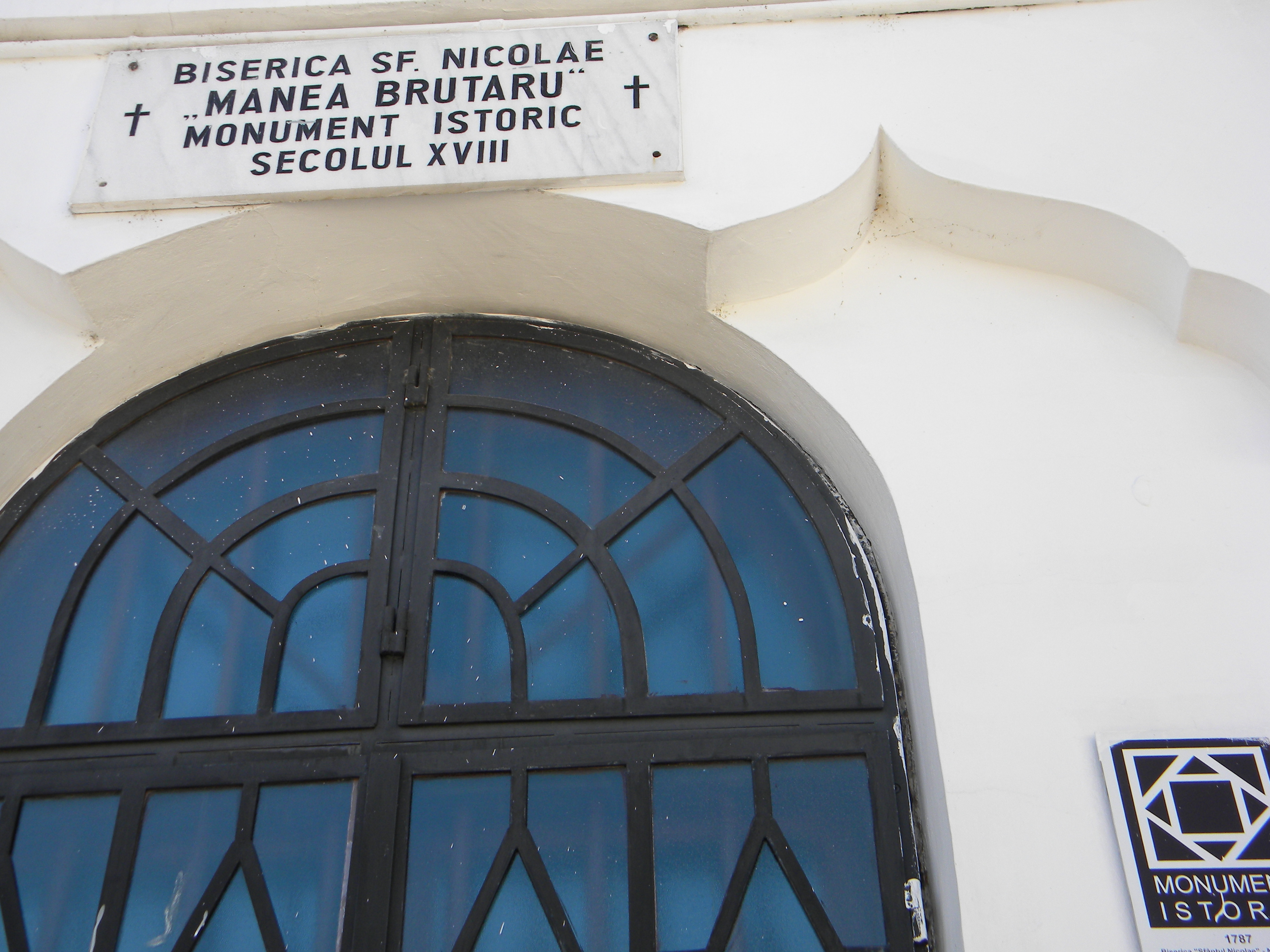
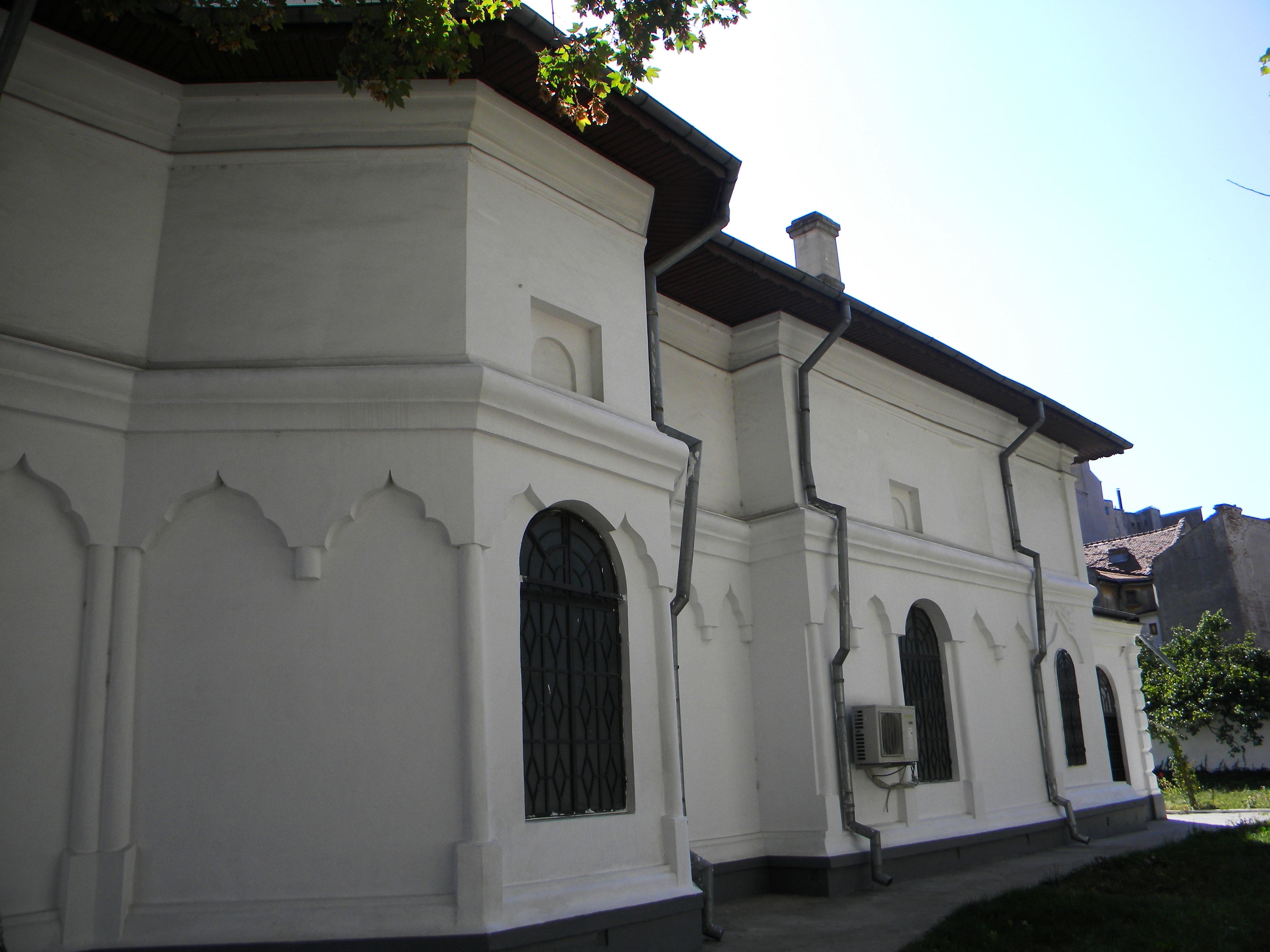
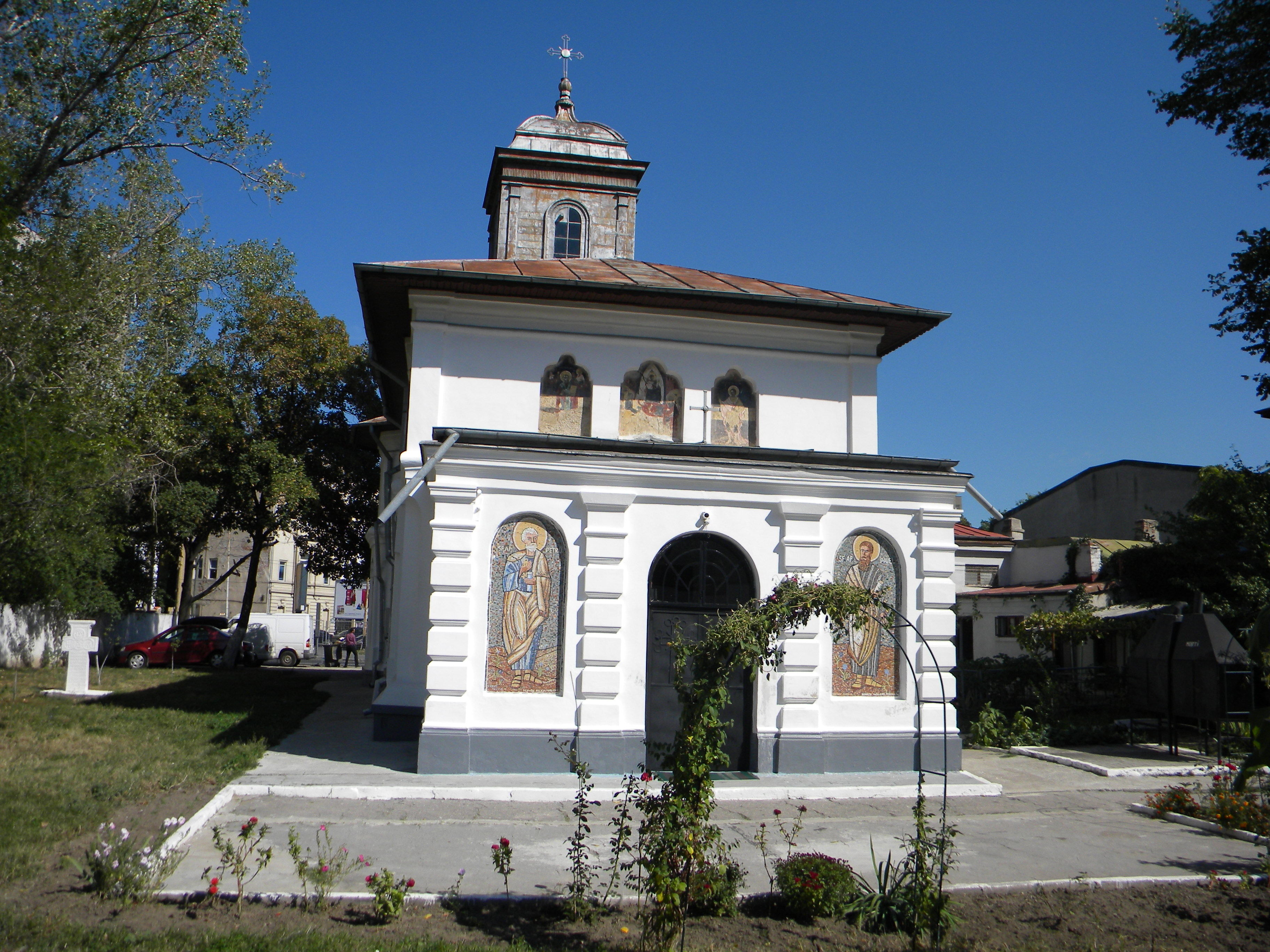
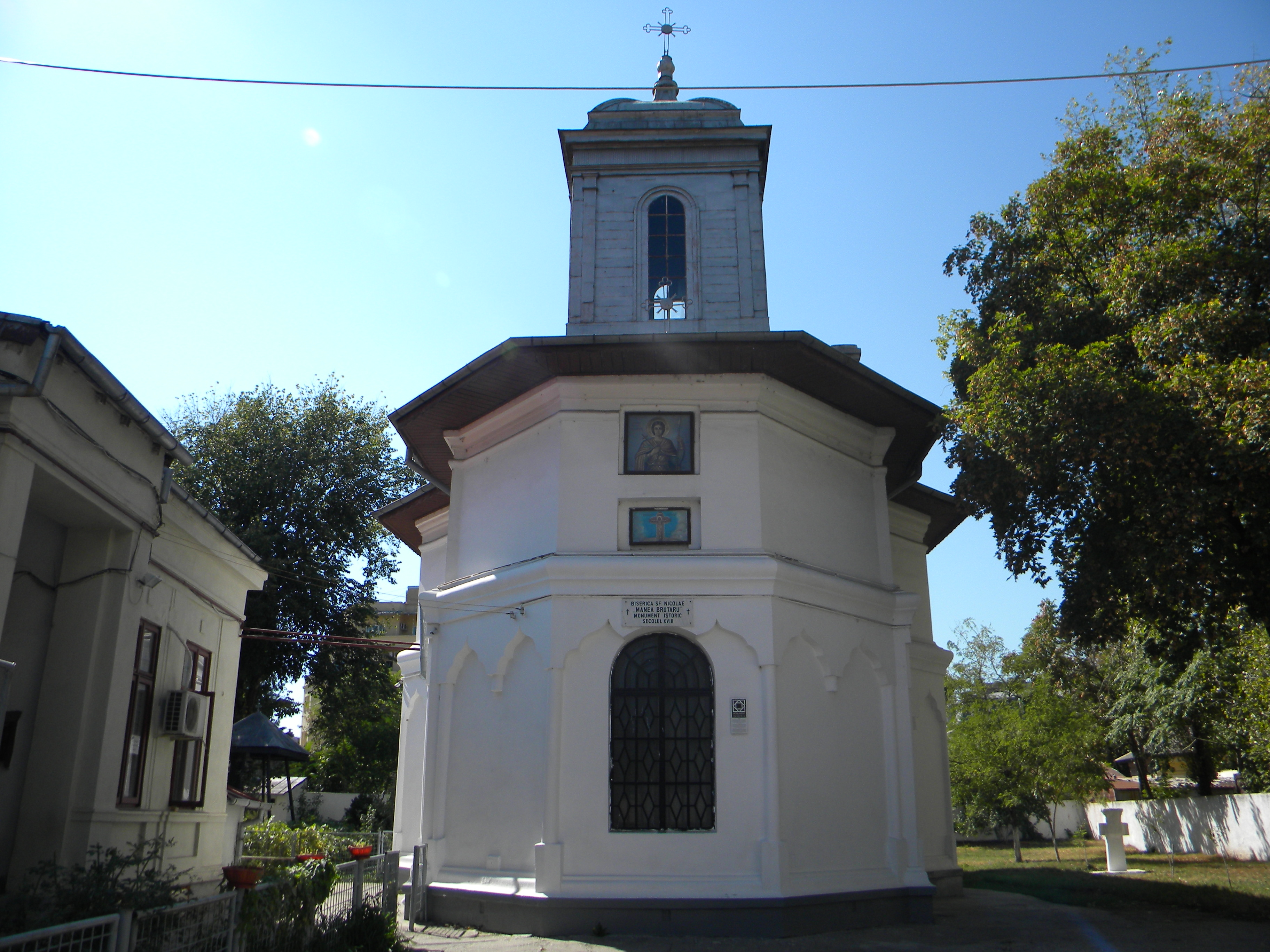
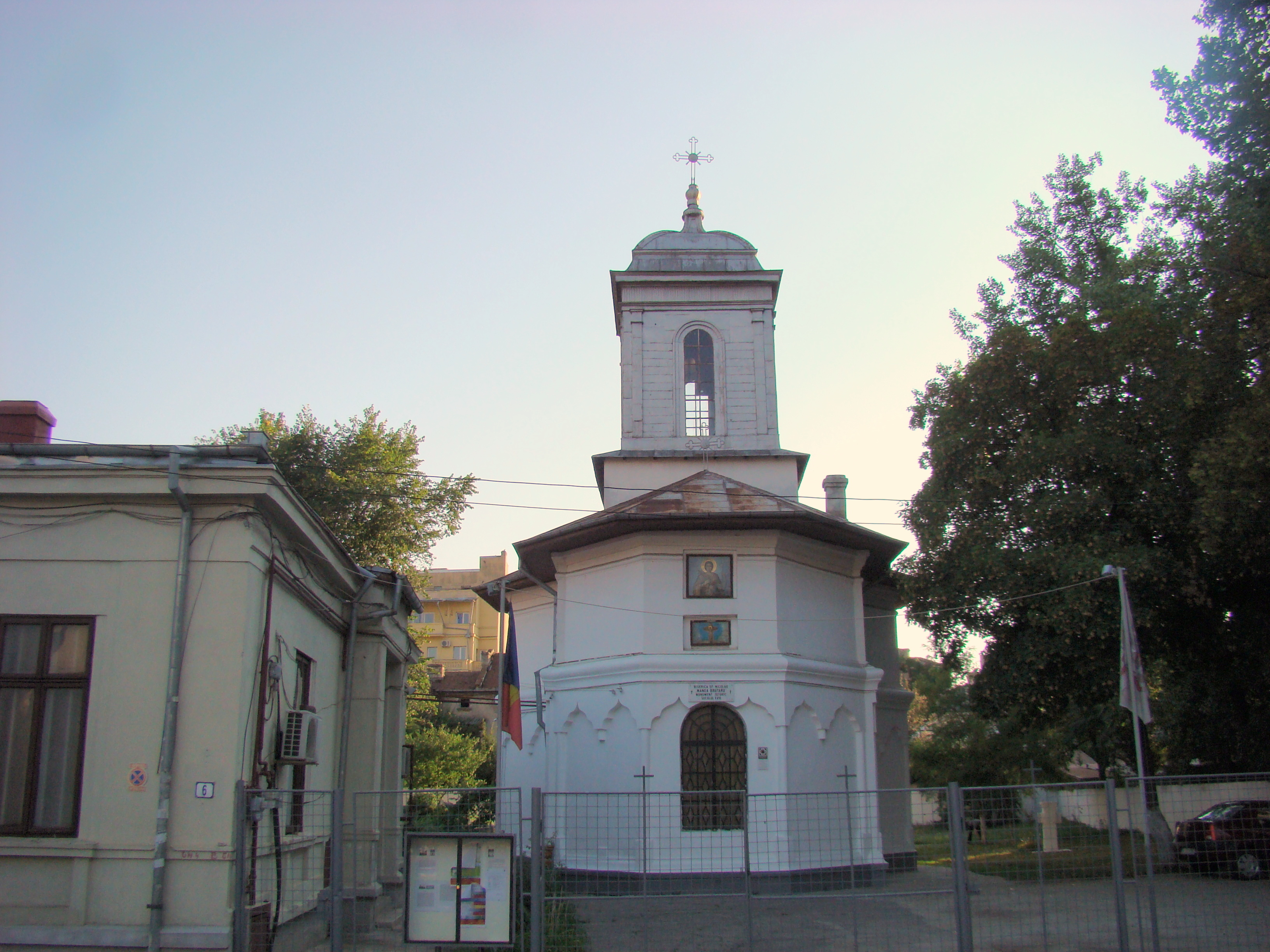
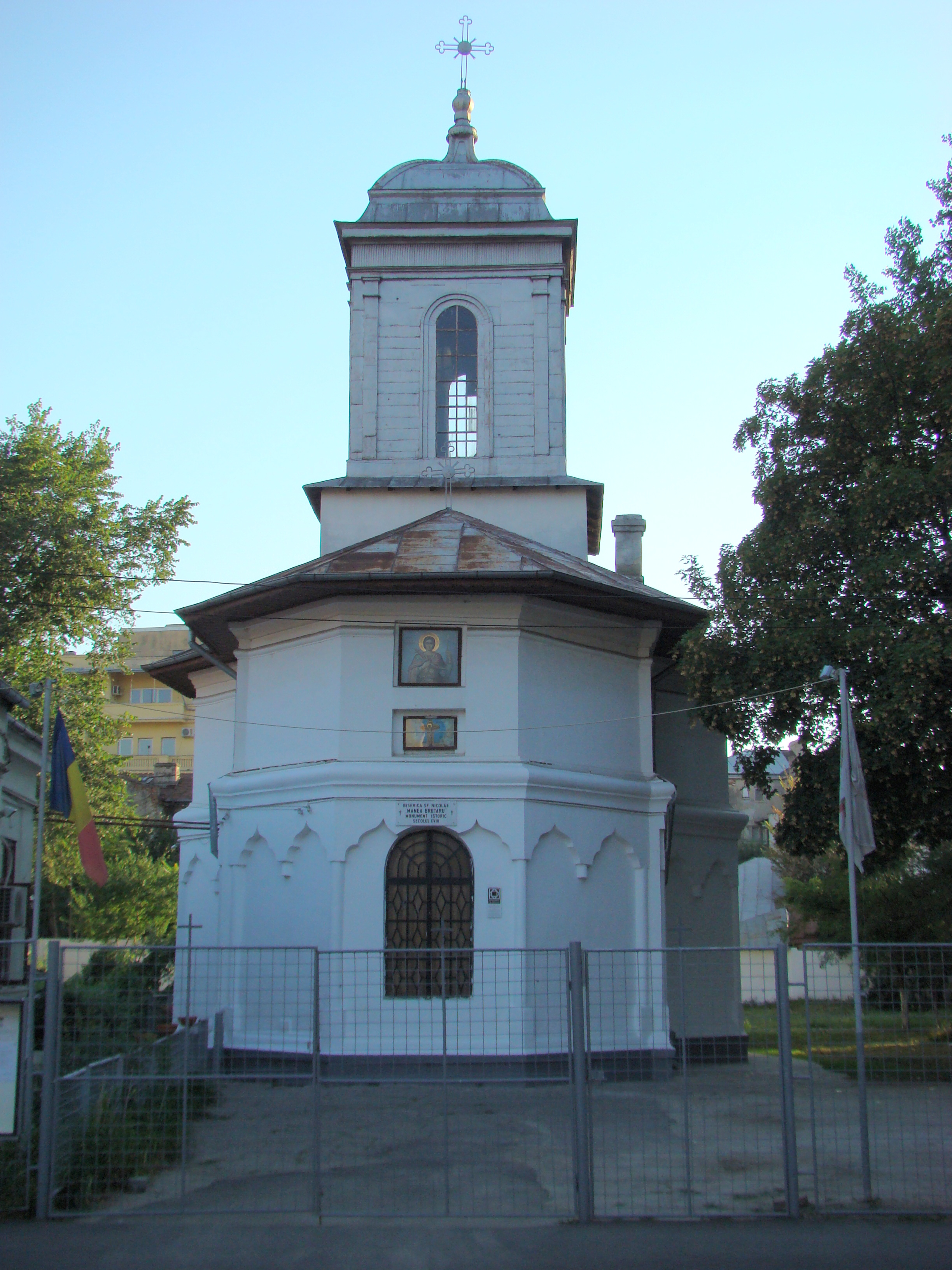
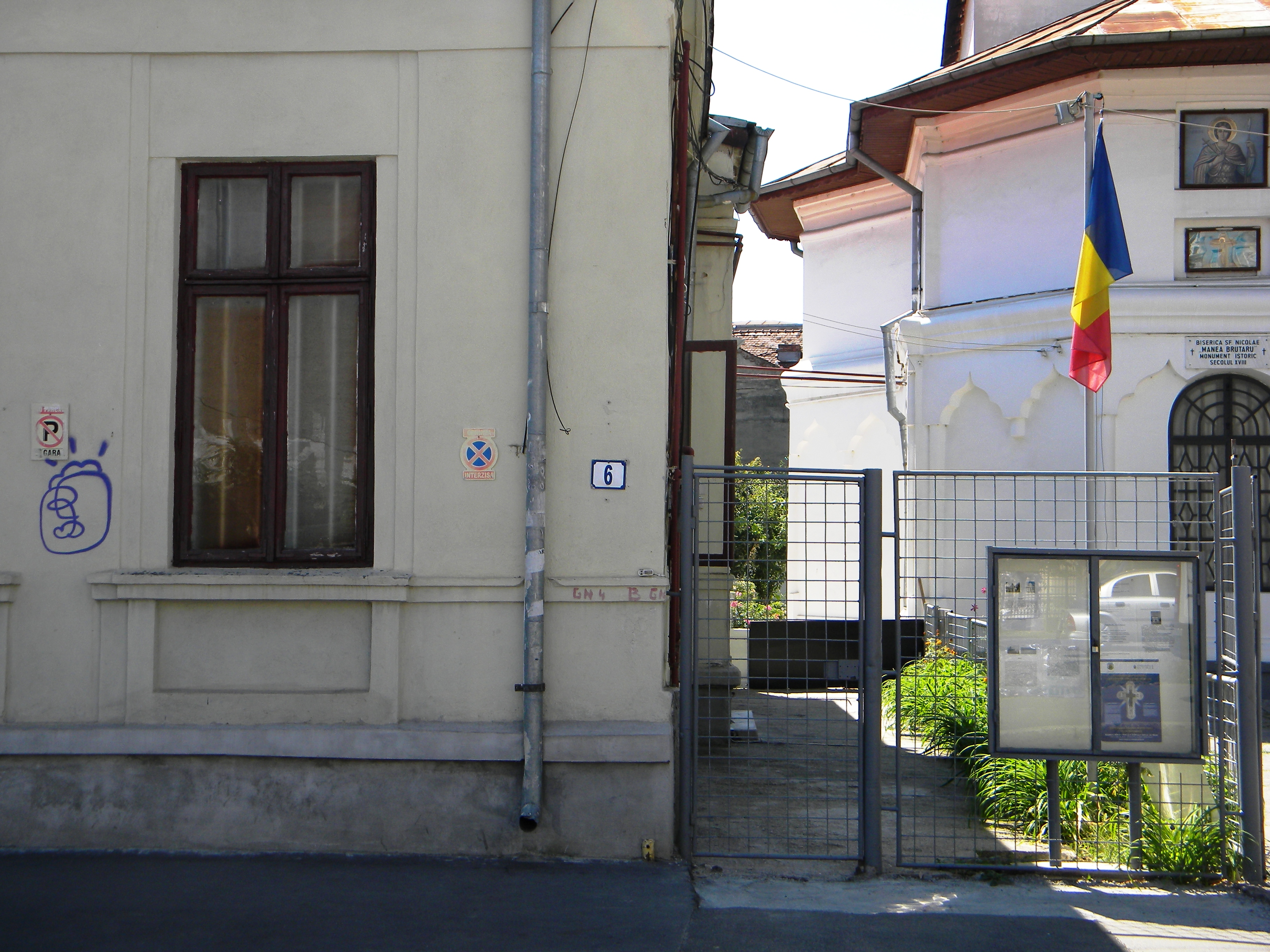